# Exeristis asynopta
Exeristis asynopta là một loài bướm đêm trong họ Crambidae.